# Domegge di Cadore
Domegge di Cadore – miejscowość i gmina we Włoszech, w regionie Wenecja Euganejska, w prowincji Belluno.
Według danych na styczeń 2009 gminę zamieszkiwało 2613 osób przy gęstości zaludnienia 51,8 os./1 km².